# Récif Vattaru
Le récif Vattaru, en dhivehi Vattaru Falhu, est un atoll des Maldives situé dans la mer des Laquedives, une mer de l'océan Indien.
Le récif Vattaru mesure huit kilomètres de longueur d'est en ouest pour six kilomètres de largeur du nord au sud. Il est entièrement submergé à l'exception d'un petit motu dénudé, nommé Vattaru, de 0,013 km2 de superficie. Le lagon, qui mesure 46,72 km2 de superficie, est délimité par un récif corallien. Ce dernier est ouvert vers l'océan par une passe récifale de 100 mètres de largeur pour 35 mètres de profondeur vers le sud, en direction de l'atoll Mulaku distant de quatre kilomètres. Le récif Vattaru forme la subdivision de Vaavu avec l'atoll Felidhu situé à quatre kilomètres au nord-est.